# الاتحاد الدولي للتجديف
الاتحاد الدولي للتجديف (بالإنجليزية: International Rowing Federation)‏ هو هيئة إدارة الرياضة للتجديف الدولي. رئيسها الحالي هو جان كريستوف رولاند الذي خلف دينيس أوزوالد في حفل أقيم في لوسرن في يوليو 2014. تشرف هذه المنظمة، على كأس العالم للتجديف، والبطولات العالمية للتجديف، وغيرها من المسابقات.

## التاريخ
تم تأسيسها من قبل ممثلي التجديف في كل من: فرنسا، وسويسرا، وبلجيكا، وأدرياتيكا، وإيطاليا، في 25 يونيو 1892، في تورينو، استجابةً لشعبية رياضة التجديف المتزايدة، وما يترتب على ذلك من الحاجة إلى توحيد اللوائح، بشأن مسائل مثل طول السباق، مواصفات القارب، ومكونات الوزن.
أيضًا في ذلك الوقت، كان الرهان على التجديف شائعا جدا، وكان المتنافسون أو المدربون أنفسهم في كثير من الأحيان يراهنون. لم يكن وضع الهواة معروفًا في الرياضة، وهي حالة يمكن أن تؤدي إلى الفساد.
كانت أول بطولة لسباق القوارب، تم تنظيمها من قِبل الاتحاد الدولي للتجديف، هي بطولة التجديف الأوروبية، والتي عقدت عام 1893 في أورتا، إيطاليا. كان لديهم فقط 10 مشاركين في 3 مسابقات، ولا مشاركين محترفين. بحلول عام 1925، شملت بطولة أوروبا السابعة والعشرين، التي عقدت في براغ، 24 مشاركة في 10 أحداث مختلفة.
أسس الاتحاد الدولي للتجديف مقره الرئيسي في لوزان، سويسرا في عام 1922. كان أول اتحاد رياضي دولي ينضم إلى الألعاب الأولمبية. لقد كان على البرنامج الأولمبي منذ الألعاب الأولمبية الصيفية 1896 في أثينا. والتي ألغيت بسبب الرياح العاتية. كل بلد يشارك في التجديف، لديه اتحاد أو مجلس إدارة ينتمي إلى الاتحاد. هذه الاتحادات (التي يوجد منها حالياً 153)، لها سيطرة شاملة على ما يقوم به الاتحاد الدولي للتجديف.

## العضوية
في المؤتمر العادي لعام 2017، قبل الاتحاد الدولي للتجديف، 152 - 153 عضوًا.

## الأحداث
تنظم الاتحاد الدولي للتجديف عددًا كبيرًا، من أحداث التجديف الدولية على مدار العام.

### الألعاب الأولمبية
ترعى الاتحاد الدولي للتجديف برنامج أحداث التجديف في الألعاب الأولمبية، منذ الألعاب الأولمبية الأولى في عام 1896 في أثينا. كما أنه مسؤول عن تشغيل برنامج التأهيل، لتحديد المشاركين في الألعاب.

### كأس العالم للتجديف
بدأت بطولة كأس العالم في عام 1997، وتضم ثلاثة سباقات للقوارب، التي عقدت في أوائل الصيف.

### سباق التجديف العالمي
تم طرح فكرة جديدة في عام 2002، كمحاولة للتجديف في وسط المدن. الحدث الأول (والوحيد) وقع على بحيرة سربنتين في هايد بارك، لندن، برعاية مرسيدس بنز. شاركت فرق من بريطانيا العظمى، والولايات المتحدة، وألمانيا، وهولندا في سباق 500 متر.
تسابق أبطال التجديف المشهورون، بما في ذلك ماثيو بينسنت، وجيمس كراكنيل، ومارسيل هاكر. يتكون كل فريق من 13 متسابقًا (5 نساء، 7 رجال، وموجه دفة القارب).
نظمت الفعاليات في الحوامات الفردية للسيدات، والحوامات الفردية للرجال، الحوامات المزدوجة للسيدات، أزواج الرجال، أزواج النساء، ورباعي الرجال. ثم تم الجمع بين هذه الطواقم لتشكيل المجاميع الرباعية المختلطة، والثمانية. كانت بريطانيا العظمى هي الفائزة في نهاية المطاف، وتوجت ببطولة مرسيدس بنز سبرينتس.